# Jan Petersen (cyklist)
Jan Petersen, född den 28 juli 1970 i Næstved, Danmark, är en dansk tävlingscyklist som tog OS-brons i lagförföljelsen vid olympiska sommarspelen 1992 i Barcelona.